# سهام الرشيدي
سهام مسعود الرشيدي وُلدت في دبي، هي رياضية بارالمبية إماراتية، ولاعبة في منتخب الإمارات لذوي الهمم، وهي مُنافسة ألعاب القوى في فئة (F57/58)، متخصّصة في رياضة رمي القرص، ورمي الرمح، ودفع الجلة. وهي بطلة العالم في رياضة رمي الرمح (F57/58)، وذلك بعدما أحرزت المركز الأول في بطولة العالم للأيواز 2017 بالبرتغال. وهي أيضاً عضوة في مجلس اللاعبين الآسيوي لأصحاب الهمم، وعضوة في لجنة اللاعبين بـالاتحاد الدولي لألعاب القوى.
ولها سجل حافل بمجموعة من الإنجازات البارالمبية، والميداليات القارية، كما شاركت في العديد من البطولات القارية والدولية، ومثّلت دولة الإمارات في دورتين متتاليتين من الألعاب البارالمبية الصيفية، وذلك في دورتي لندن 2012 وريو دي جانيرو 2016.

## النشأة
أصيبت سهام الرشيدي بمرض شلل الأطفال في الشهر السادس بعد ولادتها، وتسبّب المرض في إصابتها بشلل نصفي في الجهة اليسرى من جسدها، وبعد خضوعها للعديد من العلاجات والعمليات الجراحية تمكّنت من المشي لكن بشكل ضعيف.

## سجلها الرياضي
بدأت سهام الرشيدي مسارها الرياضي في عام 2005م، بعدما انضمّت إلى نادي دبي للمعاقين، وشاركت في بطولة الخليج 2005 التي استضافتها الإمارات، وتمكنت في أول مشاركة لها من إحراز ميداليتين ذهبيتين في رمي الرمح ودفع الجلة وفضية في رمي القرص. كما شاركت في العديد من البطولات القارية والدولية، ومن أبرزها:
| العام                          | المسابقة                                     | المكان                         | المركز                         | ملاحظة                         |                                    |
| تمثيل الإمارات العربية المتحدة | تمثيل الإمارات العربية المتحدة               | تمثيل الإمارات العربية المتحدة | تمثيل الإمارات العربية المتحدة | تمثيل الإمارات العربية المتحدة | تمثيل الإمارات العربية المتحدة     |
| ------------------------------ | -------------------------------------------- | ------------------------------ | ------------------------------ | ------------------------------ | ---------------------------------- |
| 2010                           | بطولة الخليج 2005                            | الإمارات                       | الأول                          | رمي الرمح                      | غير محدد                           |
| 2010                           | بطولة الخليج 2005                            | الإمارات                       | الأول                          | دفع الجلة                      | غير محدد                           |
| 2010                           | بطولة الخليج 2005                            | الإمارات                       | الثاني                         | رمي القرص                      | غير محدد                           |
| 2010                           | دورة الألعاب الآسيوية البارالمبية 2010       | الصين                          | الثاني                         | رمي القرص                      | غير محدد                           |
| 2011                           | بطولة العالم البارالمبية 2011                | نيوزلندا                       | 10                             | رمي القرص                      | غير محدد                           |
| 2011                           | الدورة الثانية لرياضة المرأة 2011            | الإمارات                       | الأول                          | رمي القرص                      | غير محدد                           |
| 2011                           | الدورة الثانية لرياضة المرأة 2011            | الإمارات                       | الأول                          | رمي الرمح                      | غير محدد                           |
| 2011                           | الدورة الثانية لرياضة المرأة 2011            | الإمارات                       | الأول                          | دفع الجلة                      | غير محدد                           |
| 2012                           | الألعاب البارالمبية الصيفية 2012             | لندن                           | 6                              | رمي القرص                      | غير محدد                           |
| 2012                           | الألعاب البارالمبية الصيفية 2012             | لندن                           | 7                              | رمي الرمح                      | غير محدد                           |
| 2013                           | الدورة الثالثة لرياضة المرأة 2013            | البحرين                        | الأول                          | رمي القرص                      | غير محدد                           |
| 2013                           | الدورة الثالثة لرياضة المرأة 2013            | البحرين                        | الأول                          | رمي الرمح                      | غير محدد                           |
| 2013                           | الدورة الثالثة لرياضة المرأة 2013            | البحرين                        | الأول                          | دفع الجلة                      | غير محدد                           |
| 2014                           | دورة الألعاب الآسيوية البارالمبية 2014       | كوريا الجنوبية                 | الثالث                         | رمي القرص                      | غير محدد                           |
| 2015                           | بطولة العالم البارالمبية 2015                | غير محدد                       | 6                              | رمي القرص                      | غير محدد                           |
| 2015                           | الدورة الرابعة لرياضة المرأة 2015            | عمان                           | الأول                          | رمي القرص                      | غير محدد                           |
| 2015                           | الدورة الرابعة لرياضة المرأة 2015            | عمان                           | الأول                          | رمي الرمح                      | غير محدد                           |
| 2015                           | الدورة الرابعة لرياضة المرأة 2015            | عمان                           | الأول                          | دفع الجلة                      | غير محدد                           |
| 2016                           | الألعاب البارالمبية الصيفية 2016             | ريو دي جانيرو، البرازيل        | غير محدد                       | رمي القرص                      | تحطيم الرقم الآسيوي                |
| 2016                           | بطولة آسيا لألعاب القوى 2016                 | أوقيانوسيا                     | الثاني                         | رمي القرص                      | كسر الرقم الآسيوي للعبة            |
| 2016                           | بطولة آسيا لألعاب القوى 2016                 | أوقيانوسيا                     | 4                              | دفع الجلة                      | غير محدد                           |
| 2017                           | بطولة العالم البارالمبية 2017                | لندن                           | 7                              | رمي القرص                      | غير محدد                           |
| 2017                           | دورة ألعاب غرب آسيا البارالمبية الأولى 2017  | خورفكان                        | الأول                          | رمي الرمح                      | غير محدد                           |
| 2017                           | دورة ألعاب غرب آسيا البارالمبية الأولى 2017  | خورفكان                        | الأول                          | دفع الجلة                      | غير محدد                           |
| 2018                           | دورة الألعاب الآسيوية البارالمبية 2018       | إندونيسيا                      | غير محدد                       | رمي القرص                      | حطمت رقمها القياسي الشخصي ب26.06م  |
| 2019                           | بطولة العالم البارالمبية 2019                | الإمارات                       | 6                              | رمي القرص                      | حطمت رقمها القياسي الشخصي ب 26.98م |
| 2019                           | دورة ألعاب غرب آسيا البارالمبية الثانية 2019 | الأردن                         | الثاني                         | رمي القرص                      | غير محدد                           |
| 2019                           | دورة ألعاب غرب آسيا البارالمبية الثانية 2019 | الأردن                         | الثاني                         | رمي الرمح                      | غير محدد                           |
| 2019                           | دورة ألعاب غرب آسيا البارالمبية الثانية 2019 | الأردن                         | الثاني                         | دفع الجلة                      | غير محدد                           |
| 2019                           | الدورة السادسة لرياضة المرأة 2019            | الكويت                         | الأول                          | رمي القرص                      | غير محدد                           |
| 2019                           | الدورة السادسة لرياضة المرأة 2019            | الكويت                         | الأول                          | رمي الرمح                      | غير محدد                           |
| 2019                           | الدورة السادسة لرياضة المرأة 2019            | الكويت                         | الأول                          | دفع الجلة                      | غير محدد                           |